# Oudsbergen
Oudsbergen – miejscowość i gmina (gemeente) w Belgii, w Regionie Flamandzkim, w prowincji Limburgia, w okręgu Maaseik. 1 stycznia 2024 liczyła 23 875 mieszkańców. Powstała 1 stycznia 2019 r. 

## Podział administracyjny
W skład gminy wchodzi sześć dzielnic (deelgemeente):
- Ellikom
- Gruitrode
- Meeuwen
- Neerglabbeek
- Opglabbeek
- Wijshagen